# Austrosystasis atricorpus
Austrosystasis atricorpus  (лат.) — вид паразитических наездников из семейства Pteromalidae (Chalcidoidea) отряда перепончатокрылые насекомые, единственный в составе монотипического подсемейства Austrosystasinae. Эндемики Австралии (штат Квинсленд). Усики 13-члениковые (включая два кольцевидных). Тело, в основном чёрное, ноги и усики желтовато-красные. Коготки с 3 зубцами. Парапсидальные бороздки полные. Ассоциированы с галлами элеокарпового растения Eleocarpus sp. (Elaeocarpaceae), возможно, фитофаги.